# 库尔巴托沃农村居民点
库尔巴托沃农村居民点（俄语：Курбатовское сельское поселение）是俄罗斯联邦沃罗涅日州下杰维茨克区所属的一个农村居民点。其下辖有2个居民点，行政中心为库尔巴托沃。据2016年统计，该农村居民点的人口为2068人。